# Boy (musikalbum)
Boy är den irländska rockgruppen U2:s debutalbum, utgivet 20 oktober 1980. Det är producerat av Steve Lillywhite.
När albumet gavs ut hade bandet redan gjort över 100 livespelningar och gett ut tre singlar. Många hade höga förväntningar och albumet mottogs väl av pressen. I Will Follow blev en hit på studentradion och skapade ett rykte om bandets debut. 
Boy har ungdom och uppväxt som teman, genom Bonos lidelsefulla sång och The Edges speciella ringande och ekobelagda gitarrljud. Albumet var en stark kontrast till dåtidens populära brittiska rockband där olika musikstilar tävlade om att få mest uppmärksamhet som punkens arvtagare. 

## Låtlista
All musik skriven av U2, texter av Bono.
1. "I Will Follow" - 3:37
2. "Twilight" - 4:22
3. "An Cat Dubh" - 4:46
4. "Into the Heart" - 3:27
5. "Out of Control" - 4:13
6. "Stories for Boys" - 3:02
7. "The Ocean" - 1:35
8. "A Day Without Me" - 3:13
9. "Another Time, Another Place" - 4:33
10. "The Electric Co." - 4:47
11. "Shadows and Tall Trees" - 4:36